# Afghanicenus dressi
Afghanicenus dressi là một loài bọ cánh cứng trong họ Cerambycidae.